# Serramazzoni
Serramazzoni (La Sèra in dialetto modenese) è un comune italiano di 8 871 abitanti della provincia di Modena in Emilia-Romagna. Fa parte dell'Unione dei comuni del Frignano.

## Origini del nome
Il toponimo deriva da serra, cioè sbarramento naturale tra due monti, e Mazzoni, il cognome di una famiglia locale tratto da uno strumento di lavoro. Sino alla prima metà del '900 era in uso la dizione Serra Mazzoni.

## Storia

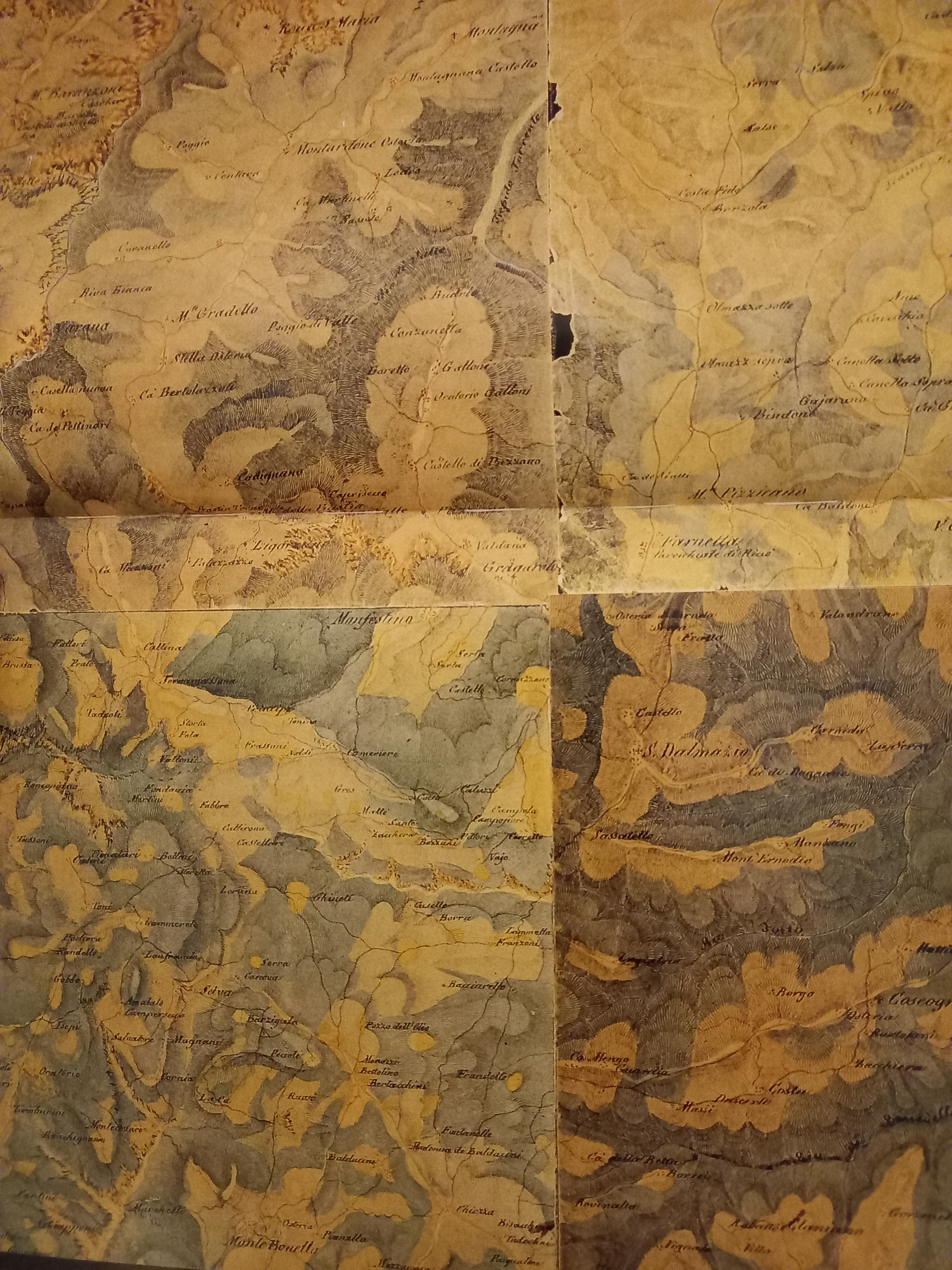
Carta del maggiore Carandini, 1821-1823

La prima menzione attestata della località si riscontra negli Statuti di Modena del 1327, ove è indicata come "Serra de Legorzano". Era un semplice spartiacque montuoso, privo di insediamenti significativi, tra il basso e il medio Appennino modenese. L'area per l'intero Medioevo fu infatti territorio dei feudatari di Monfestino sul versante del torrente Tiepido e di Gombola su quello del Rio Cervaro. Sono pertanto località quali Riccò, Monfestino, Pompeano, Rocca Santa Maria e altre, poi ridottesi a semplici frazioni, ad avere caratterizzato per secoli la storia del territorio.
La storia di Serramazzoni come borgo inizia invece con la costruzione del secondo tragitto della via Vandelli nel 1751, poi soppiantata dalla via Giardini nel 1776. Queste strade principali di transito, che valicando l'Appennino collegavano la pianura modenese e la Toscana, resero la Serra un punto di passaggio e di sosta. Risale a questo periodo la citazione della "Serra de Ligorzano" o "Serra de' Mazzoni" da parte di Girolamo Tiraboschi. Nel 1860 la sede municipale dell'allora Comune di Monfestino fu spostata a Serramazzoni, assumendo il nome di "Comune di Monfestino in Serramazzoni". Qui tuttavia ancora agli inizi del '900 vi era un aggregato di poche case.  Occorrerà attendere il 1948 per avere la dizione semplificata "Comune di Serramazzoni". 
Fino alla prima metà del XX secolo l'economia locale rimase prevalentemente agricola, con povertà endemica: l'emigrazione verso altri territori e Paesi era pertanto una necessità per molti. 
Nei primi decenni del '900 il borgo fu servito dalle prime corriere, che transitavano lungo la via Giardini; sempre in quel periodo le Ferrovie modenesi posero in opera la ferrovia (nello specifico un'elettrovia) Modena-Pavullo-Lama. Però le ristrettezze economiche e l'incompatibilità rispetto ai nuovi standard di scartamento dei binari non permisero mai la posa dei binari stessi, quindi nemmeno l'entrata in funzione. 
Lo sviluppo repentino del paese si è avuto con il turismo estivo a partire dal secondo dopoguerra.
Le scuole elementari del paese sono state intitolate a Lorenzo Casolari (1814-1883): originario di Faeto, fu un religioso, insegnante e inventore di un prototipo di macchina da scrivere.  Le scuole medie sono invece intitolate allo scrittore Guido Cavani (1897-1967).

### Simboli
Stemma
Gonfalone

Lo stemma è stato riconosciuto con decreto del Presidente del Consiglio dei ministri del 13 ottobre 1950.

## Monumenti e luoghi d'interesse

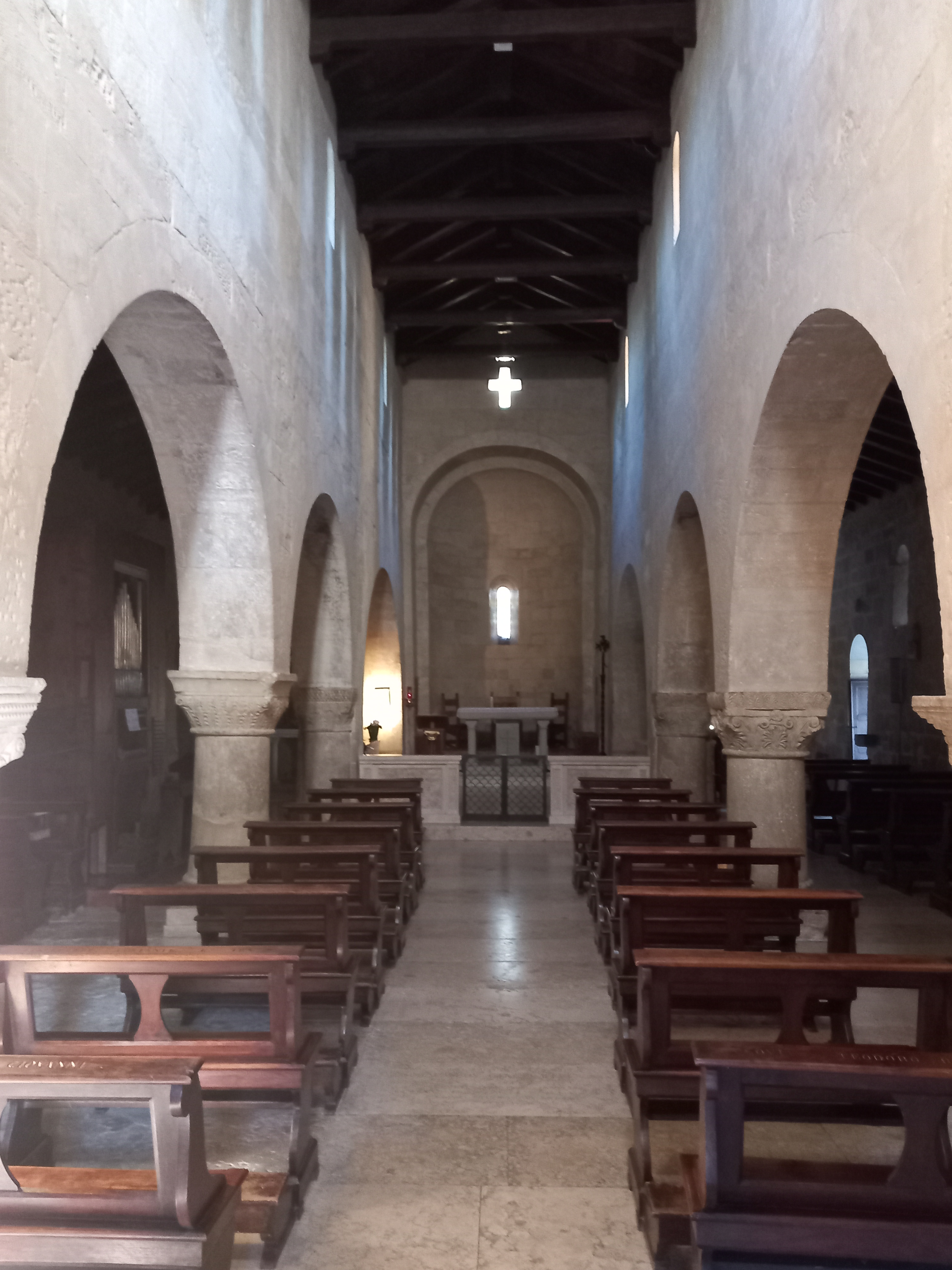
Pieve romanica di Rocca Santa Maria

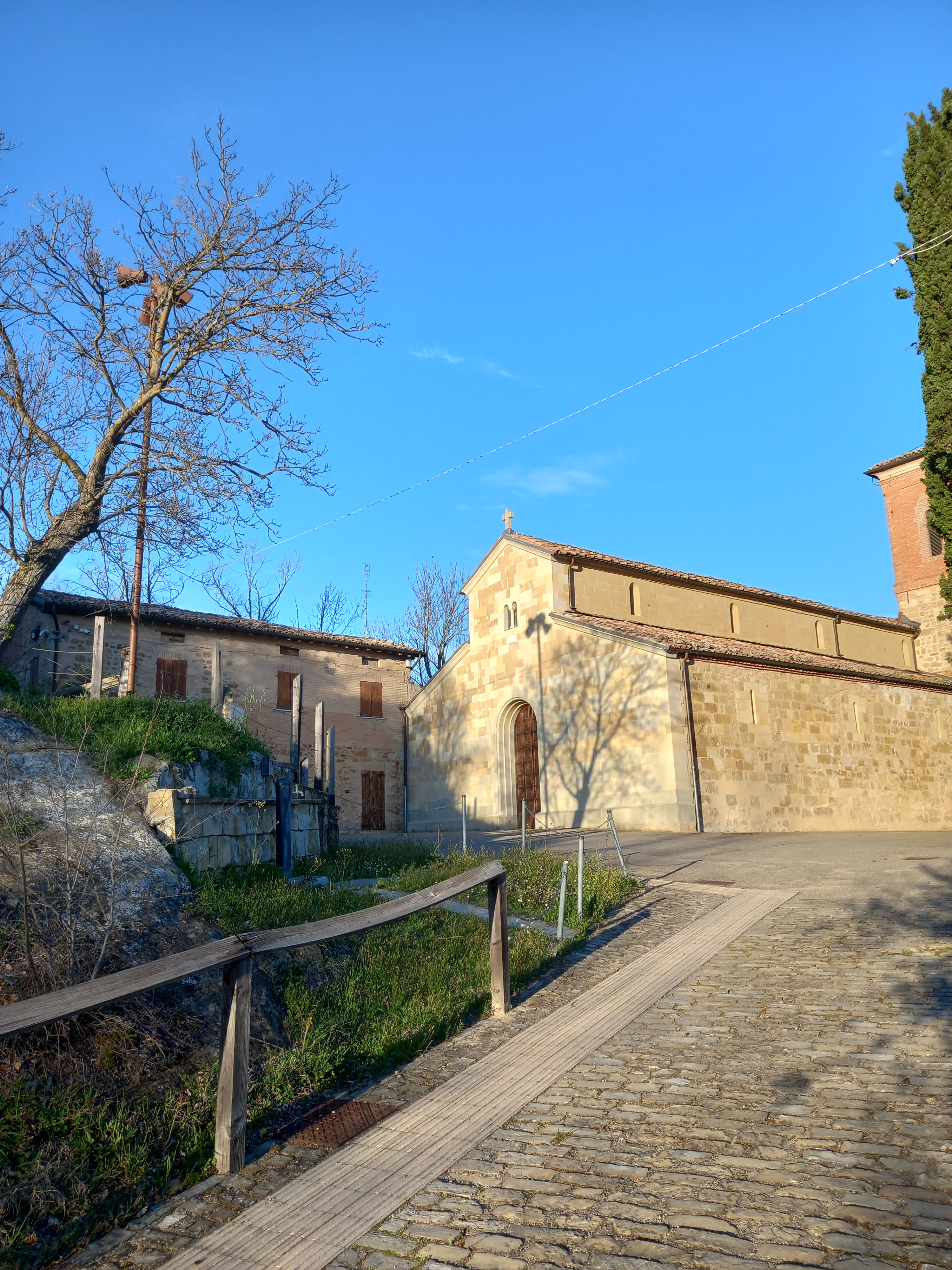
Pieve romanica di Rocca Santa Maria

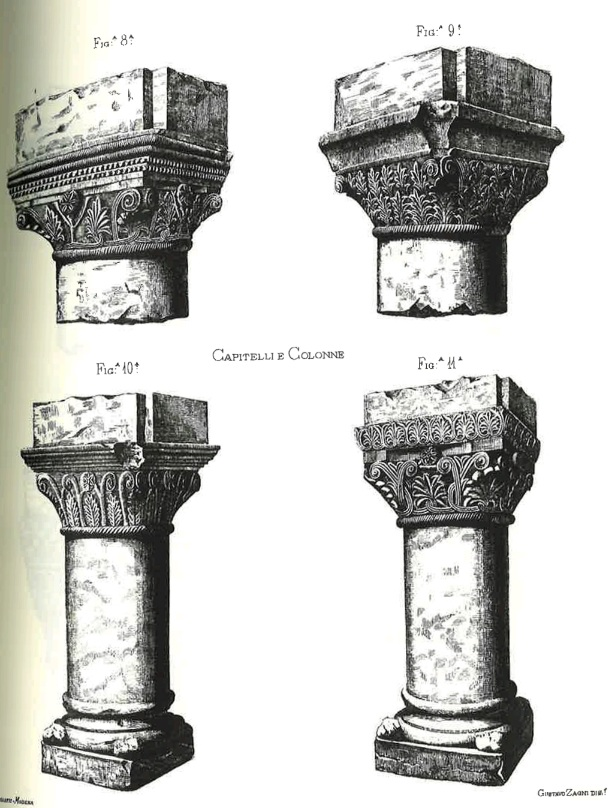
Pieve di Rocca Santa Maria: colonne e capitelli

### Castello di Monfestino

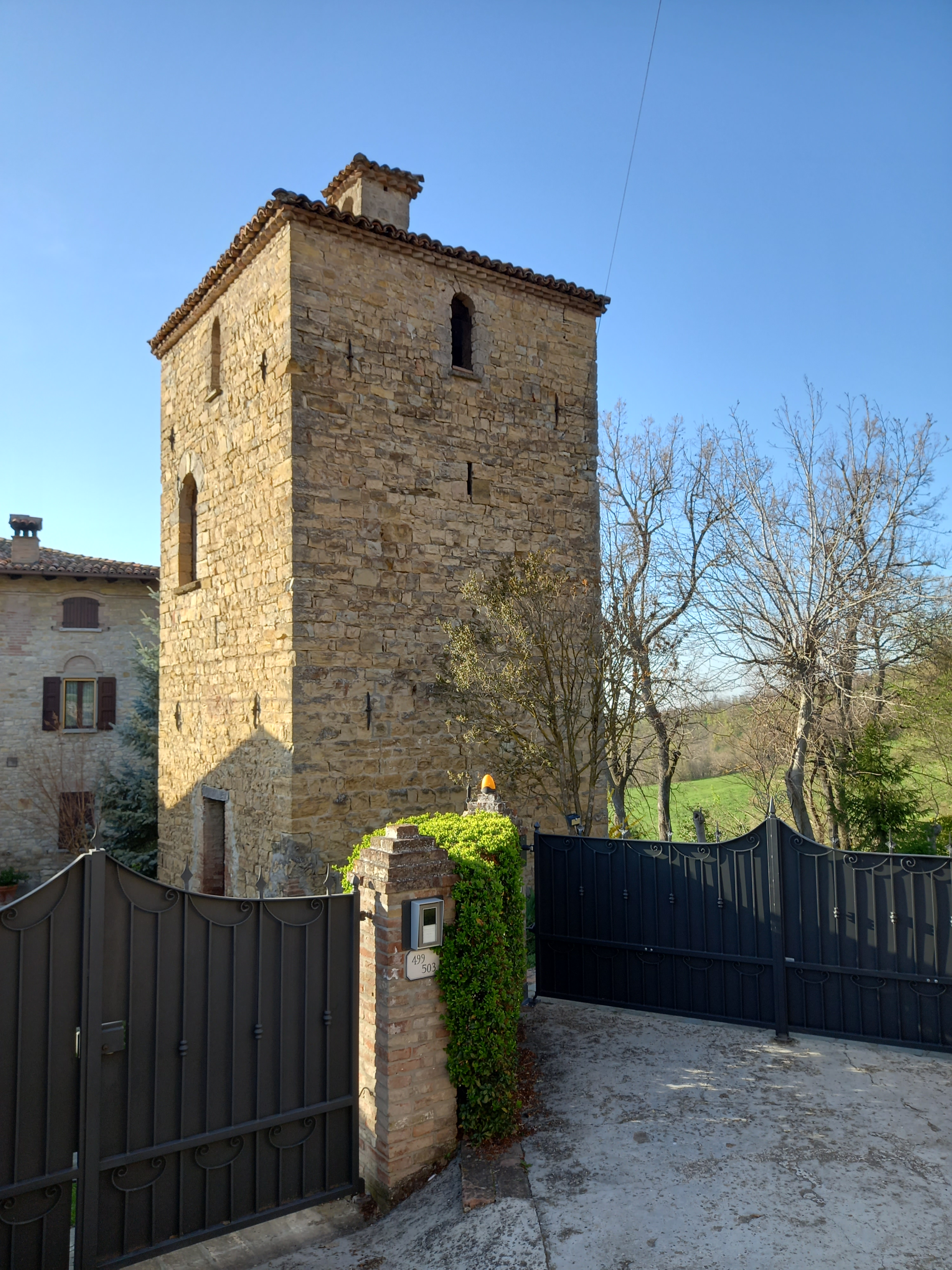
Torre dei Balugola, Riccò

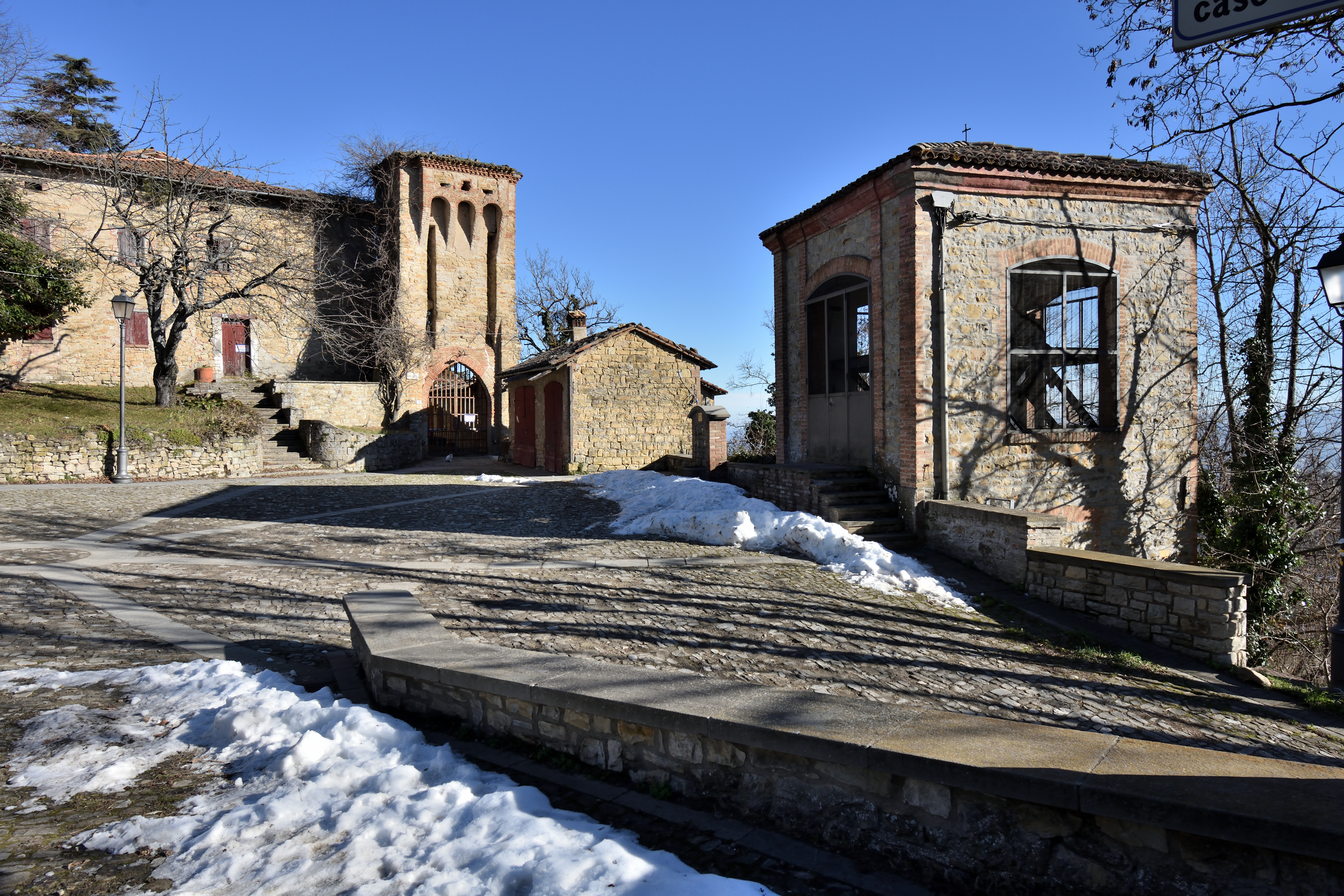
Monfestino - piazza e ingresso del castello

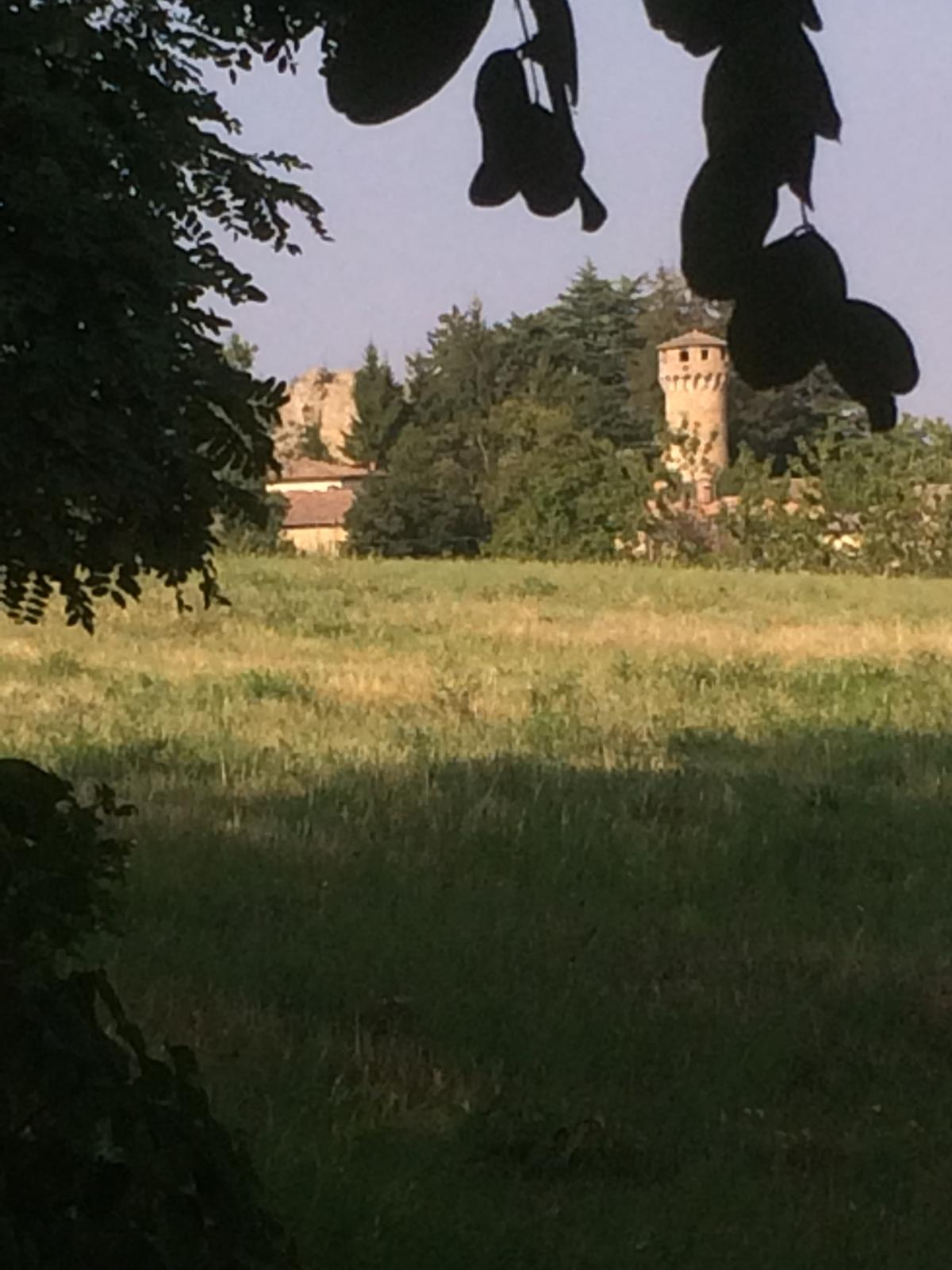
Monfestino - castello

Sul sito, già in epoca romana, esisteva uno dei fortilizi di supporto alla fortezza più importante del territorio del Frignano, il Castrum Feronianum. Nell'Alto Medioevo Monfestino fu una rocca dei Balugola. Essi avevano la loro fortezza principale sempre nell'alta valle del torrente Tiepido, presso Riccò, della quale è sopravvissuta una torre. Ad essi succedettero i Da Savignano, quindi nel 1401 i Contrari e nel 1577 i Boncompagni. L'aspetto definitivo delle mura e delle torri risale principalmente al '500, quando il castello venne fortificato per resistere alle armi da fuoco. Il declino si ebbe a partire dalla soppressione dei feudi, attuata da Napoleone nel 1796. Ancora nell'800 esisteva la torre principale del nucleo originario, poi crollata. Nel 1901 il castello venne acquistato dall'industriale Fermo Corni, che lo ristrutturò e costruì all'interno delle mura la propria residenza in stile neogotico. Nei pressi di Monfestino si trovano le cascate del Bucamante e l'ex colonia estiva infantile "Danilo Barbieri". Questa fu inaugurata nel 1937, adibita ad attività educative anche nel dopoguerra e lasciata all'abbandono a partire dal 1973.

### Castello di Pompeano e luoghi limitrofi
Situato su una rupe di roccia ofiolitica, il castello già dal XII secolo faceva parte dei possedimenti dei feudatari longobardi Da Gomola, dai quali deriva il nome della vicina località Gombola. Nel 1416 ad essi subentrarono i Cesi, per investitura feudale da parte di Niccolò III d'Este, quindi, fino ai primi anni del '900, i Calori-Cesi. Il fortilizio fu utilizzato per soli brevi periodi come residenza da parte della famiglia Cesi. Il corpo dell'edificio è di costruzione medioevale, mentre la facciata interna neogotica è novecentesca.

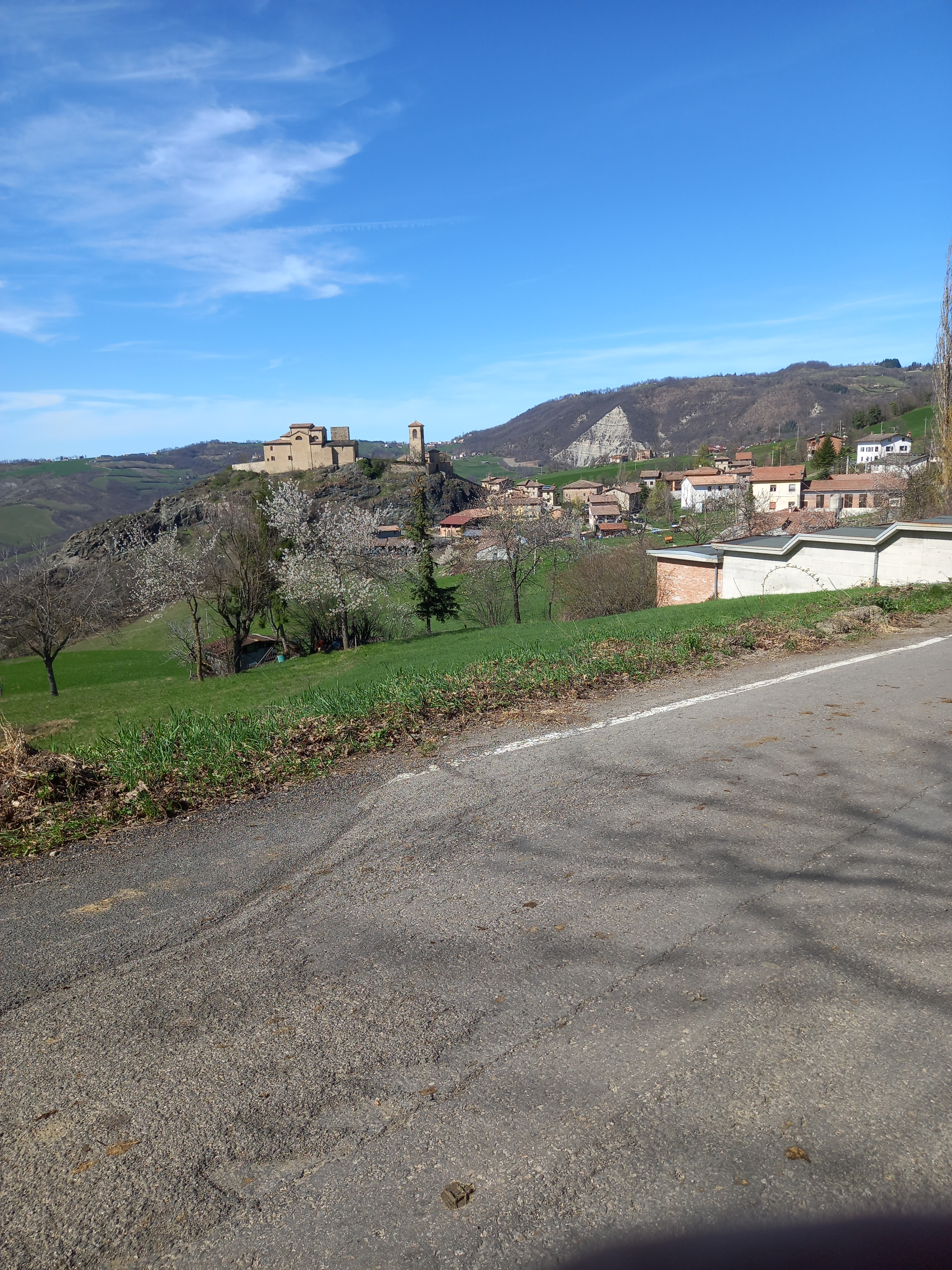
Pompeano

Nella stessa area sorge la chiesa di San Geminiano, di origine medievale e ampliata nell'800 con il campanile e la casa canonica annessi.

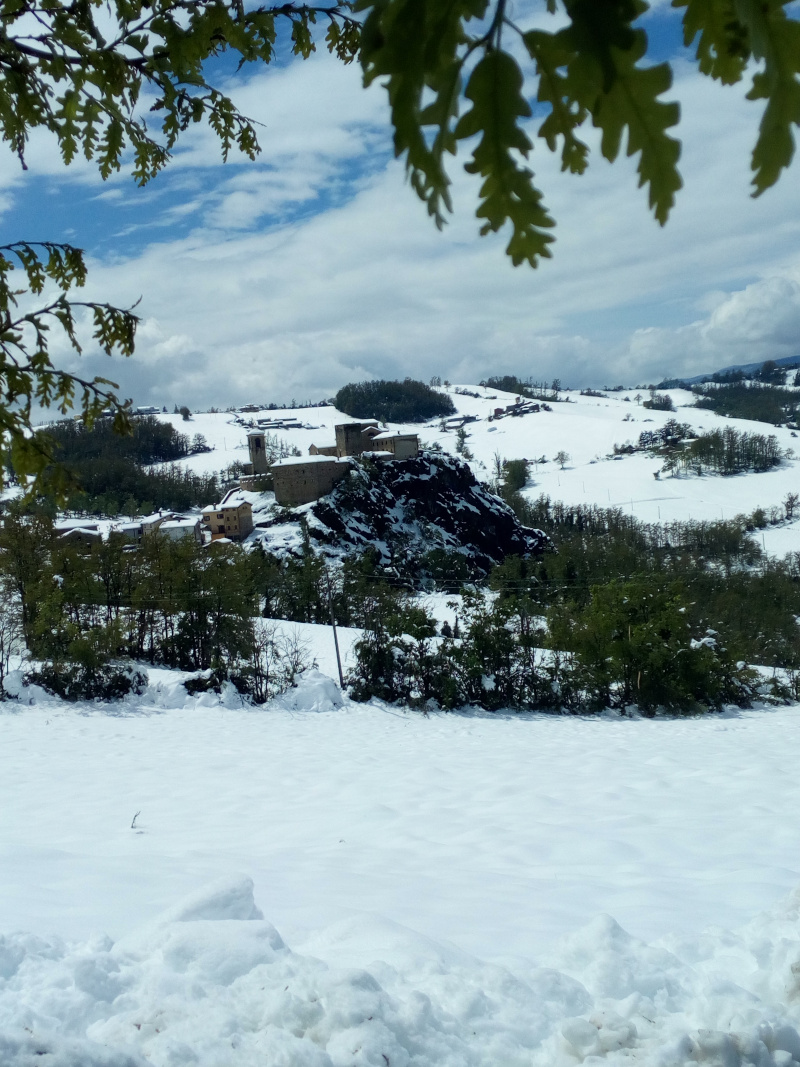
Pompeano - nevicata eccezionale del 5 maggio 2019

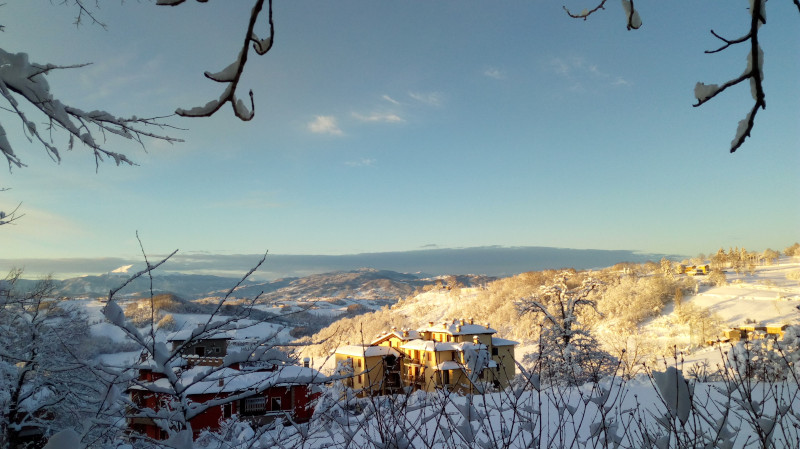
Serramazzoni - vista su Faeto e sulla catena appenninica

Dopo un lungo periodo di degrado, il complesso è stato ristrutturato; i lavori sono stati rispettivamente preceduti e seguiti da due convegni di studi dell'Accademia "Lo Scoltenna".Sotto il "Sasso" è stata rinvenuta una grotta naturale di interesse geologico e faunistico. Ai piedi della rupe sono stati ritrovati piccoli utensili in pietra di epoca preistorica, che testimoniano la presenza di un insediamento. Lungo il torrente Cervaro, a valle di Pompeano, così come presso altri torrenti serramazzonesi, sorgevano diversi mulini ad acqua. Resta ben conservato il mulino Pattini. Sempre nella valle del Cervaro, a Roncovecchio, esisteva un'altra chiesa dedicata a San Geminiano, citata in un catalogo delle chiese modenesi del XV secolo.

### Varana ai Sassi

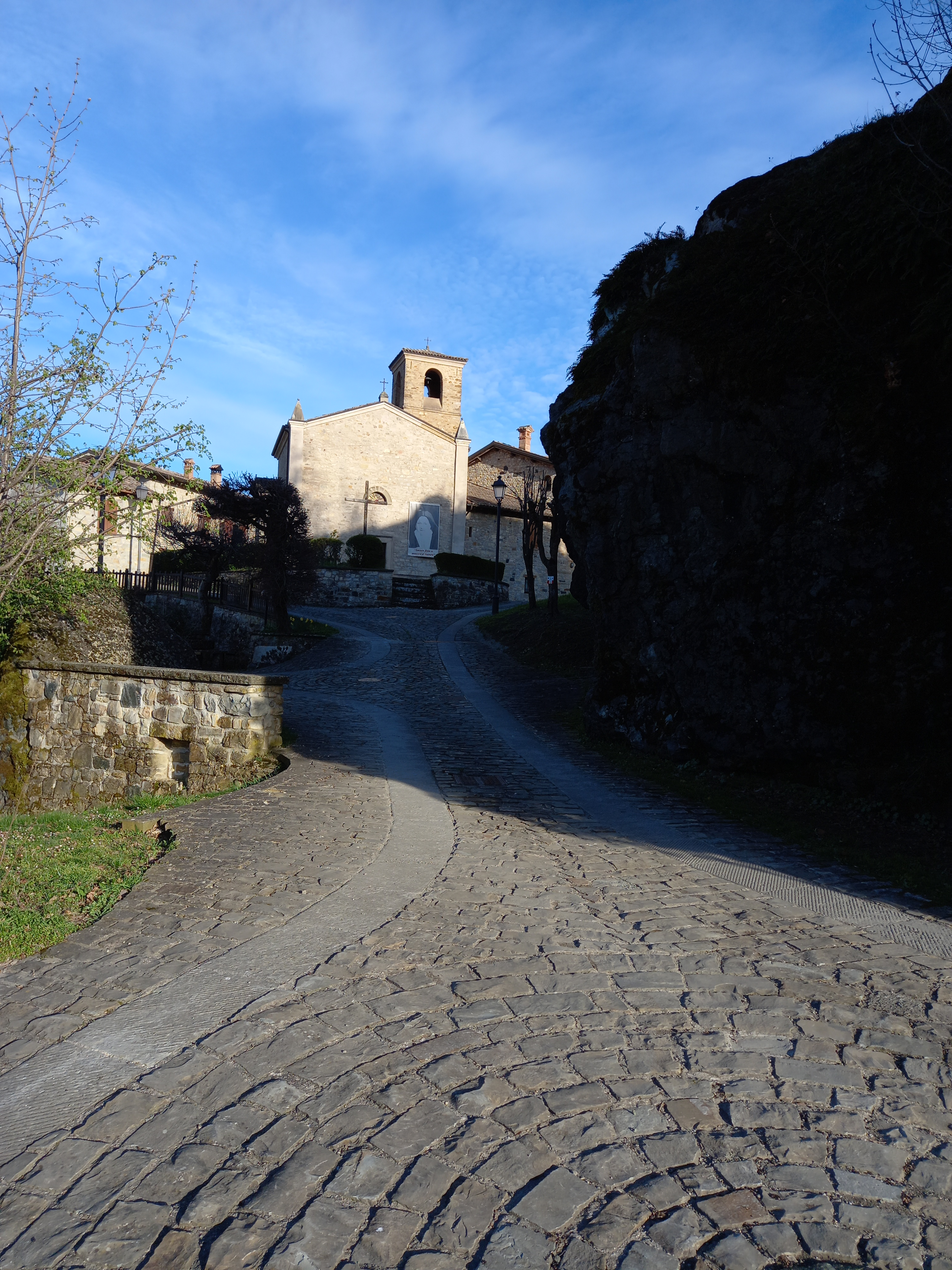
Ofiolite e chiesa di Varana ai Sassi

Situato nella vallata del torrente Fossa, il borgo dei Sassi è quasi incastonato tra massicci di roccia ofiolitica, analoghi a quello di Pompeano. Furono anch'essi sede di un castello, di cui restano una raffigurazione dipinta nel palazzo signorile di Spezzano e una testimonianza di Lorenzo Gigli. Era una rocca con una torre e altri edifici minori. La chiesa presso i "Sassi" è citata già in un catalogo delle chiese modenesi del XIII secolo.

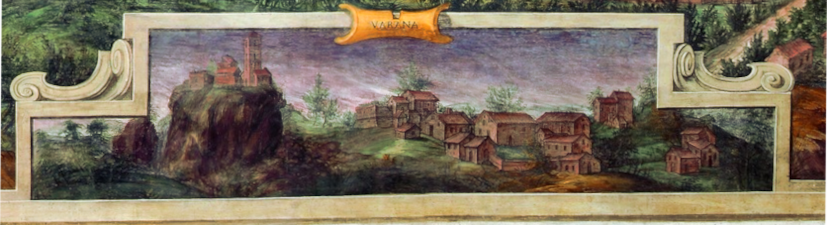
Varana - dipinto nel castello di Spezzano - 1596 circa

### Torre della Bastiglia

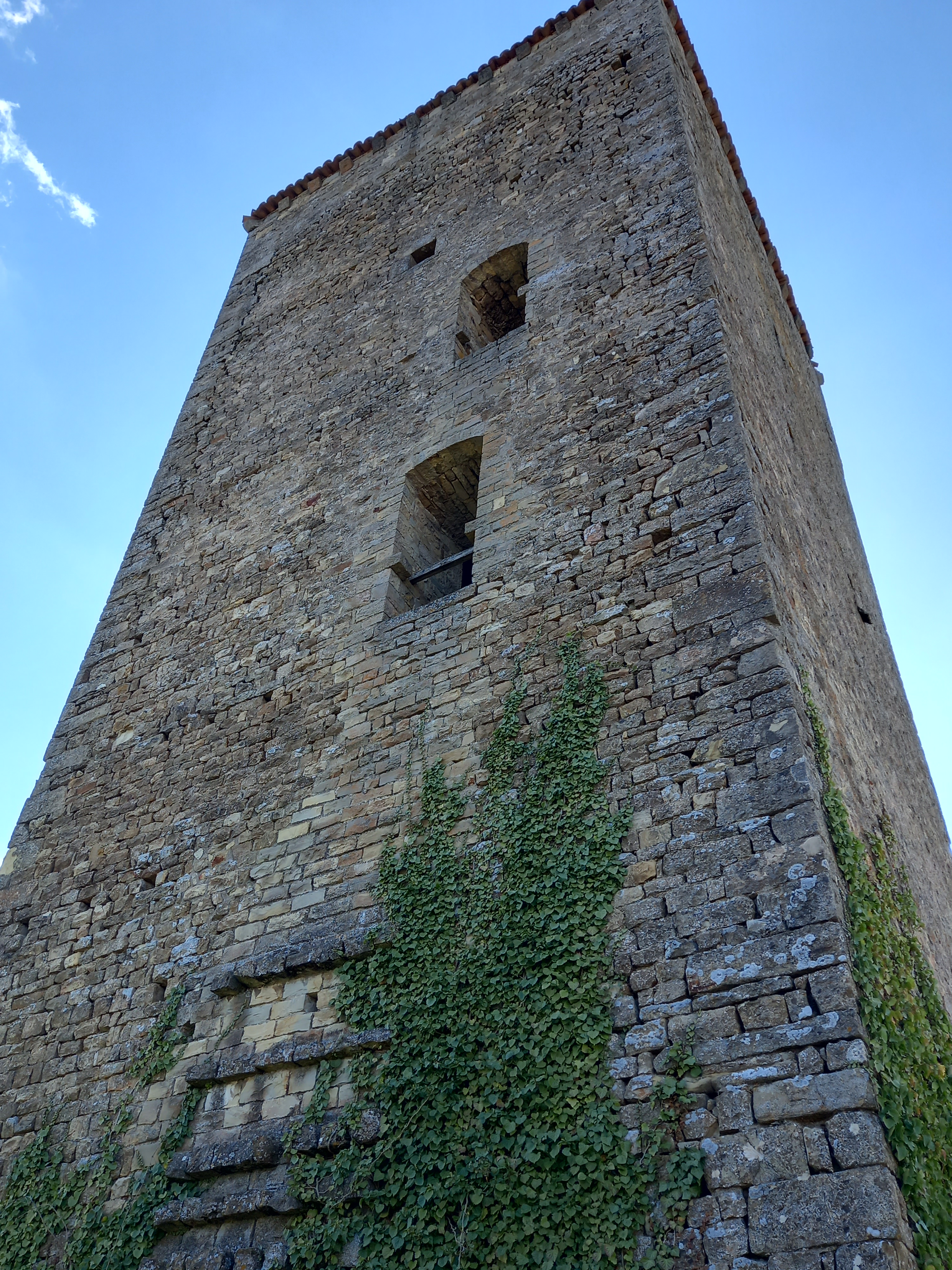
Torre della Bastiglia

Il fortilizio medievale della Bastiglia era un avamposto al servizio del castello di Monfestino. Ne sopravvive la torre. 
Nel piccolo borgo un'abitazione reca sul portale l'incisione dell'anno 1578. 
Più in basso, lungo la via Giardini, gode di celebrità la cosiddetta "Fontanina", presso la quale una lapide ricorda la sosta di Fausto Coppi nel 1953.

### Via Vandelli
Il territorio di Serramazzoni era attraversato da due tratti della Via Vandelli. Il primo, aperto nel 1739, da Modena raggiungeva Torre Maina, quindi Riccò e Madonna dei Baldaccini, per proseguire alla volta di Pavullo nel Frignano, San Pellegrino in Alpe e raggiungere Massa. Il più recente, risalente al 1751, partendo dal palazzo ducale di Sassuolo, raggiungeva Campodolio di Varana, il borgo di Serra Mazzoni, la posta per il cambio dei cavalli all'Amareto e si ricongiungeva al primo presso la località Casella. Solo in alcuni tratti non asfaltati o comunque alterati si è conservato il selciato originario.

### Architetture religiose
Sono presenti varie chiese, descritte in particolare nelle opere di mons. Ferruccio Richeldi:
- Pieve romanica di Santa Maria Assunta, situata a Rocca Santa Maria. La località prende il nome da una fortezza prima romana poi medievale scomparsa. La pieve romanica risale ai secoli VIII-IX. Di notevole pregio sono i capitelli scolpiti a bassorilievo della navata centrale, che poggiano su colonne di altezza ridotta, dette perciò "rachitiche". Nel 1750 venne sopraelevata la navata centrale e aperta la bifora sulla facciata, trasformandone l'aspetto da capanna a salienti. Anche l'interno venne intonacato e aggiunto di stucchi. Fu il parroco don Giacomo Giacomelli[49][50] agli inizi del '900 a fare togliere dalle pareti interne tutto ciò[51][52][53][54][55][56][57]. Il termine pieve indica che quella fu la prima chiesa del territorio, dalla quale trassero origine le altre parrocchie[58][59].
- Chiesa dei Santi Filippo e Giacomo Apostoli a Faeto.[60][61]
- Chiesa di Sant'Urbano I a Granarolo[62][63]
- Chiesa dei Santi Ippolito e Cassiano Martiri a Ligorzano.[64][65][66][43]
- Chiesa dei Santi Faustino e Giovita Martiri a Monfestino[67]
- Chiesa di Sant'Andrea Apostolo a Montagnana.[68][69][70]
- Chiesa dei Santi Giovanni e Paolo Martiri a Pazzano.[71][72][73]
- Chiesa di San Geminiano a Pompeano.[29][27]
- Chiesa di San Lorenzo Martire a Riccò[74][75][76]
- Chiesa di San Dalmazio Martire a San Dalmazio.[77][78][79]
- Chiesa della Natività di Maria Santissima a Selva.[80][81][82][83]
- Chiesa della B. V. del Rosario e chiesa del SS. Crocefisso a Serramazzoni.[84][12][85][86]
- Chiesa dei Santi Pietro e Paolo Apostoli a Varana.[41][87][88]
- Chiesa di San Michele Arcangelo a Valle.[89][90]

Oltre alle chiese e agli oratori, sono presenti nel territorio numerose "maestà": costruzioni a forma di pilastro e più raramente di edicola, contenenti immagini sacre. Si cita in particolare il lavoro di catalogazione effettuato dall'arch. Enzo Giuliani. Il loro significato antropologico è quello di sacralizzare, quindi dare dignità inconfutabile, a luoghi e riti, anche stagionali, di una civiltà cristiano-contadina.

### Luoghi di interesse naturalistico
Tra gli elementi naturalistici più importanti di Serramazzoni si citano:
- Cascate del Bucamante
- Cascate del Rio delle Borre
- Sasso delle Streghe
- Ofiolite di Pompeano
- Salsa della Cintora
- Ofioliti di Varana
- Vanga del Diavolo
- "Rive del Faeto" e Rio Cervaro[100]
- Calanchi della Val Tiepido[101]
- Sassone di Monte Lungo e Poggio Serra
- Area protetta di Faeto, Varana e torrente Fossa
- Museo Giardino della Rosa Antica

### Narrativa e studi relativi al territorio
Narrativa
Guido Cavani ambientò il suo romanzo Zebio Còtal nella Serramazzoni - in particolare nella zona di Pazzano - del secondo dopoguerra, in un contesto contadino ancora miserabile, seppur avvertendo le prime avvisaglie del progresso. A lui fu intitolata nel 1977 la scuola media del paese, preferendolo ad Alessandro Stradella; gli furono dedicati due convegni, nel 1982 e nel 1997, e un premio letterario di livello nazionale. 
Anche la scrittrice Ida Molinari Orlandi - pseudonimo Idalba Mara - inserì il territorio di Serramazzoni in diversi suoi scritti narrativi e teatrali, quali È un inno alla vita!, Il profumo del sole e Domina? Monfestino domina!
Studi
Figura eminente nello studio storico del territorio serramazzonese fu Mario Toni (1933-2022), autore di diverse pubblicazioni e conferenziere; accumulò peraltro un fondo di oltre seimila diapositive legate a notizie storiche documentate. 
Nel XVIII secolo si situa invece l'opera di due grandi storici del territorio di Modena: 
- Lorenzo Gigli, autore di un Vocabolario[107] di numerose località dell'Appennino modenese, in cui vennero censiti vari luoghi del serramazzonese.

- Girolamo Tiraboschi, che si occupò di varie località di Serramazzoni sia nel Dizionario topografico-storico degli Stati Estensi[108], sia nel capitolo Delle rivoluzioni della Provincia del Frignano delle Memorie Storiche Modenesi[109].

La Deputazione di Storia Patria per le Antiche Provincie Modenesi tenne nel 1973 un convegno sulla Valle del Tiepido. 
L'Accademia del Frignano "Lo Scoltenna" ha organizzato diversi convegni di studi storici, architettonici e ambientali nel territorio di Serramazzoni, svolti a San Dalmazio-Serramazzoni (1988), Rocca Santa Maria (1989), Pompeano (1994 e 2010), Serramazzoni (1997). I contenuti degli interventi vennero pubblicati sulla rivista territoriale "Rassegna frignanese".

## Società

### Evoluzione demografica
Abitanti censiti

Dal grafico si nota la crescita costante della popolazione dalla metà del XIX secolo agli anni 1950. Ciò era dovuto alla prolificità elevata, nonostante il contesto economico povero e l'emigrazione. Il forte calo tra gli anni 1960 e 1980 si spiega con la tendenza ad abbandonare la montagna per insediarsi nelle zone industrializzate della pianura modenese, congiuntamente con la riduzione della natalità. A partire dagli anni 1990 la ripresa demografica è dovuta a diversi fattori: 
- maggiore facilità del pendolarismo con la pianura, grazie alla via Nuova Estense, inaugurata nel 1982 e divenuta parte della SS 12;
- minore costo della vita rispetto alla pianura stessa;
- evoluzione dell'economia locale, già iniziata nei decenni precedenti con la diffusione di industria, artigianato e terziario;
- flussi di immigrazione straniera.

Occorre considerare che nei decenni del boom turistico di Serramazzoni, cioè negli anni 1960-1990, la popolazione effettiva aumentava notevolmente nel periodo estivo per via dell'afflusso di villeggianti.

### Etnie e minoranze straniere
Al 31 dicembre 2024 la popolazione straniera era di 1.059, pari all'11,89% della popolazione.

## Amministrazione
| Periodo          | Periodo         | Primo cittadino      | Partito                                         | Carica      | Note            |
| ---------------- | --------------- | -------------------- | ----------------------------------------------- | ----------- | --------------- |
| 12 maggio 1985   | 5 maggio 1990   | Claudio Bartolacelli |                                                 | Sindaco     | [ 113 ]         |
| 6 maggio 1990    | 24 marzo 1992   | Giorgio Gianaroli    | PSI                                             | Sindaco     | [ 113 ]         |
| 25 marzo 1992    | 26 ottobre 1992 | Gaetano D'Auro       |                                                 | Comm. pref. | [ 113 ]         |
| 16 novembre 1997 | 25 maggio 2002  | Claudio Bartolacelli | Democrazia Cristiana, Partito Popolare Italiano | Sindaco     | [ 113 ]         |
| 26 maggio 2002   | 6 maggio 2012   | Luigi Ralenti        | centro-sinistra                                 | Sindaco     | [ 113 ]         |
| 6 maggio 2012    | 23 luglio 2012  | Sabina Fornari       | lista civica Essere Serra                       | Sindaco     | [ 113 ] [ 114 ] |
| 24 luglio 2012   | 25 maggio 2013  | Carmen Castaldo      |                                                 | Comm. pref. | [ 113 ]         |
| 26 maggio 2013   | 10 giugno 2018  | Roberto Rubbiani     | lista civica Rubbiani sindaco                   | Sindaco     | [ 113 ]         |
| 11 giugno 2018   | 15 maggio 2023  | Claudio Bartolacelli | lista civica Claudio Bartolacelli sindaco       | Sindaco     | [ 113 ]         |
| 15 maggio 2023   | in carica       | Simona Ferrari       | lista civica Noi per Serra                      | Sindaco     | [ 113 ]         |